# 基辛格秘密访华
基辛格秘密访华是指1971年7月9－11日，时任美国总统国家安全事务助理的亨利·基辛格为实现尼克松总统访华和中美关系正常化而对中华人民共和国进行的秘密访问。当时的美国总统理查德·尼克松称此行動为“波罗行动”，意指此行像700年前马可·波罗造访东方一样，充满了不可预知的困难和风险。
中华人民共和国成立以后，中美两国关系曾长期处于对峙状态。1969年理查德·尼克松就任美国总统后，基于美国国内状况和世界政治力量对比的变化，主张和中国改善关系。
1970年10月，尼克松请即将访华的巴基斯坦总统叶海亚·汗转告中华人民共和国政府，美国准备改善两国的关系。通过巴基斯坦政府的居间斡旋，中美就基辛格访华达成一致。1971年7月8日，基辛格在访问巴基斯坦期间，秘密飞抵北京。
7月9日至11日，中国国务院总理周恩来同基辛格进行了会谈。基辛格承诺美国将逐步减少驻台的军事力量；不支持“两个中国”或“一中一台”，不支持台湾独立；美国将在联合国大会支持中华人民共和国取得联合国和联合国安理会席位，保证通过谈判解决越南战争。随后，双方发表了会谈公告，宣布尼克松应邀将于1972年5月之前访问中国大陆，与中国共产党主席毛泽东会面。